# Stéphane Gombauld
Stéphane Gombauld (ur. 5 marca 1997 w Saint-Claude) – pochodzący z Gwadelupy, francuski koszykarz, występujący na pozycji silnego skrzydłowego, obecnie zawodnik Nancy.

## Osiągnięcia
Stan na 4 czerwca 2022, na podstawie, o ile nie zaznaczono inaczej.
Drużynowe
- Mistrz Francji (2016)
- Finalista Pucharu Francji (2016)
- Uczestnik rozgrywek międzynarodowych FIBA Europe Cup (2015/2016 – TOP 16)

Indywidualne
- Zaliczony do I składu turnieju Belgrad NIJT (2014)
- Uczestnik obozów szkoleniowych:
  - Basketball Without Borders (2015)
  - NBA Global Camp (2018)

Reprezentacja
- Wicemistrz Europy U–16 (2012)
- Brązowy medalista mistrzostw Europy U–20 (2017)
- Uczestnik mistrzostw:
  - świata U–17 (2014 – 8 .miejsce)
  - Europy:
    - U–18 (2015 – 6. miejsce)
    - U–16 (2012, 2013 – 5. miejsce)